# Psidium araucanum
Psidium araucanum är en myrtenväxtart som beskrevs av Soares-silva och Carolyn Elinore Barnes Proença. Psidium araucanum ingår i släktet Psidium och familjen myrtenväxter. Inga underarter finns listade i Catalogue of Life.